# Сошо
Сошо (фр. Sochaux) је општина у департману Ду региона Бургундија-Франш-Конте, Француска.
Доживео је веома значајан раст од 1912. године оснивањем фабрике компаније Пежо. Такође је познат по свом фудбалском клубу, ФК Сошо, првом професионалном клубу који је настао у Француској 1928. године.